# Julius Moses (Politiker)

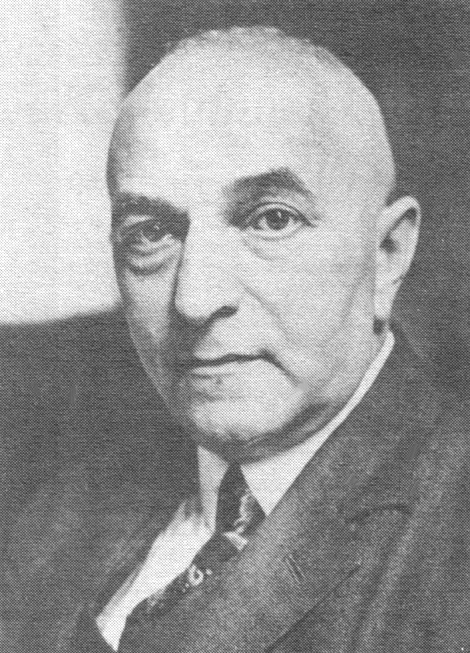
Julius Moses

Julius Moses (geboren 2. Juli 1868 in Posen; gestorben 24. September 1942 im KZ Theresienstadt) war ein deutscher Politiker (USPD, SPD), Mitglied des Reichstages sowie sozialmedizinisch und sozialpolitisch engagierter Arzt in der Weimarer Republik.

## Biographie
Geboren wurde er als Sohn des jüdischen Schneiders Isidor Moses (1837–1892) und der Pauline (1843–1907), geb. Levin. Er wuchs in ärmlichen Verhältnissen auf. Vier seiner acht Geschwister starben jung. Nach dem Abitur 1888 studierte er Medizin an der Universität Greifswald, wo er 1892 mit einer Dissertation über die Hämophilie promoviert wurde. 1893 eröffnete er eine Privatpraxis in Berlin-Nord.
Er heiratete 1896 Gertrud Moritz (1874–1943, Opfer des Holocaust), sie hatten drei Kinder. Dem Sohn Erwin Moses (1897–1976) gelang die Emigration, ebenso dem Sohn und späteren Röntgenarzt Rudi Moser (1898–1979); die Tochter Vera (1900–1943) wurde Opfer des Holocaust. Das Ehepaar trennte sich 1913, und Moses lebte ab 1916 mit Elfriede Nemitz (1893–1979); sie hatten zwei Kinder, darunter den späteren Bremer Politiker Kurt Nemitz (1925–2015). Moses und Elfriede Nemitz waren gezwungen, sich 1935 nach dem Erlass der nationalsozialistischen Rassengesetze zu trennen.
1895 hielt Moses seine erste politische Rede bei der Märzfeier des Deutsch-Freisinnigen Arbeitervereines und forderte dort ein Denkmal für die Gefallenen von 1848. 1902 begann die „jüdische Epoche“ von Julius Moses. 1902 bis 1910 war er Herausgeber des wöchentlich in Berlin erscheinenden Generalanzeigers für die gesamten Interessen des Judentums mit einer Auflagenstärke von 25.000, von 1904 bis 1906 erschien die satirische Zeitung Schlemiel. 1910 wurde er Herausgeber des Hausarztes, Organ des Verbandes der Hausarztvereine in Berlin. Auf seine Anregung hin schrieb Thomas Mann 1907 den Essay Die Lösung der Judenfrage. Dieser entstand im Rahmen einer von Moses veranlassten Intellektuellenbefragung und wurde zusammen mit 97 weiteren Stellungnahmen prominenter Persönlichkeiten aus Kunst, Kultur, Literatur, Wissenschaft und Politik veröffentlicht. Anders als in den vorausgegangenen Intellektuellenbefragungen von Isidor Singer und Hermann Bahr sprach sich in der Umfrage von Moses erstmals eine beträchtliche Anzahl von Teilnehmern für eine zionistische Lösung der „Judenfrage“ aus. Auch Moses selbst sympathisierte zu diesem Zeitpunkt mit dem Zionismus.
1931 war Moses Mitglied des Arbeitsausschusses des Hauptausschusses der Arbeiterwohlfahrt. Er beteiligte sich im Rahmen seiner Expertise mit Beiträgen zur Gesundheitspolitik in der Zeitschrift Arbeiterwohlfahrt.
Nach der Machtübertragung an die Nationalsozialisten befand sich Moses von Juni bis Dezember 1933 in „Schutzhaft“. Nach dem Erlass der nationalsozialistischen Rassengesetze 1935 trennte er sich von seiner nichtjüdischen Lebensgefährtin. Im gleichen Jahr wurde Moses gezwungen, in ein Judenhaus im Berliner Bezirk Tiergarten zu ziehen. 1938 wurde ihm die Zulassung als praktischer Arzt entzogen. Moses wurde am 7. Juli 1942 ins KZ Theresienstadt deportiert und starb dort Ende September 1942 unter ungeklärten Umständen. Ein überlebender Häftling berichtete, er habe Moses im August in einem Zimmer „auf dem Boden liegend, nur notdürftig mit einer Decke zugedeckt, sehr unter nagendem Hunger leidend, aber voller Hoffnung auf eine bessere Zukunft“ angetroffen.

## Politischer Werdegang

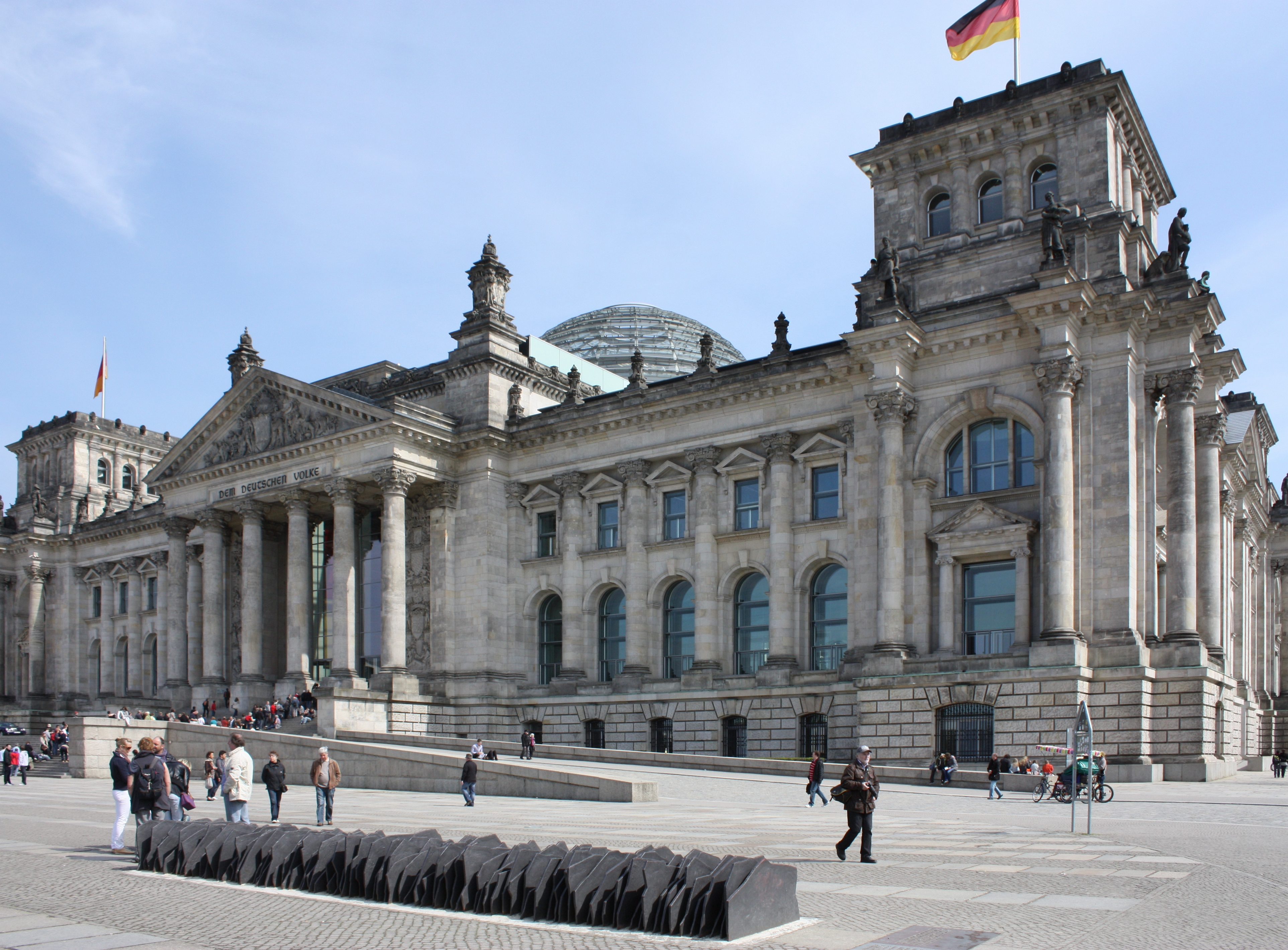
Gedenktafeln am Reichstag

Moses trat 1912 in die Sozialdemokratische Partei ein. Er setzte sich zur Verbreitung von sexualhygienischen Kenntnissen und Verhütungsmaßnahmen ein. Mit seinem propagierten „Gebärstreik“ machte er sich in konservativen Kreisen äußerst unbeliebt wegen demographischer Ziele der Militaristen, die sich eine militärische Überlegenheit Deutschlands durch hohe Geburtenziffern wünschten.
1913 wurde er Mitglied eines sozialdemokratischen Feuerbestattungsvereines, und nahm an der Gründung des Sozialdemokratischen Ärzte-Vereins teil. Von 1920 bis 1932 war er Reichstagsabgeordneter. Er gehörte zuerst dem Vorstand der USPD an. Seit 1922 war er im Parteivorstand der SPD tätig.
1924 bis 1933 war er Herausgeber des Kassenarztes. Dort engagierte er sich für eine „Reform der gesamten Gesundheitspflege im radikalsozialen Sinn“ (Nadav) ein. Er forderte bessere soziale Bedingungen für die Arbeiterklasse. Er wehrte sich gegen den § 218, gegen Frauenarbeit während der Schwangerschaft und gegen die herrschende Wohnungsnot. 1928 veröffentlichte er zahlreiche Artikel in sozialdemokratischen Zeitschriften über bekanntgewordene Menschenversuche. 1930 war er maßgeblich an der Entwicklung von Richtlinien für neuartige Heilbehandlung und für die Vornahme wissenschaftlicher Versuche am Menschen beteiligt. Er war ein frühzeitiger Warner vor den Plänen Adolf Hitlers und dessen Anschauungen über die ärztlichen Aufgaben. 1931 publiziert er über die gesundheitlichen Folgen von Langzeitarbeitslosigkeit.
Im Reichstag, wo Moses der gesundheitspolitische Sprecher der SPD-Fraktion war, trat er für eine starke Gesundheitspolitik ein, wie in dieser Rede vom 6. März 1931:
„Gesundheitspolitik ist ein Teil, vielleicht sogar der wichtigste, der allgemeinen Politik. Ich habe immer auf dem Standpunkt gestanden, daß wir alle unsere politischen Maßnahmen, alle Gesetzesvorlagen, alle Beschlüsse in den Ausschüssen immer nach den Auswirkungen beurteilen sollen, die sie auf die Volksgesundheit haben.“

## Gedenken

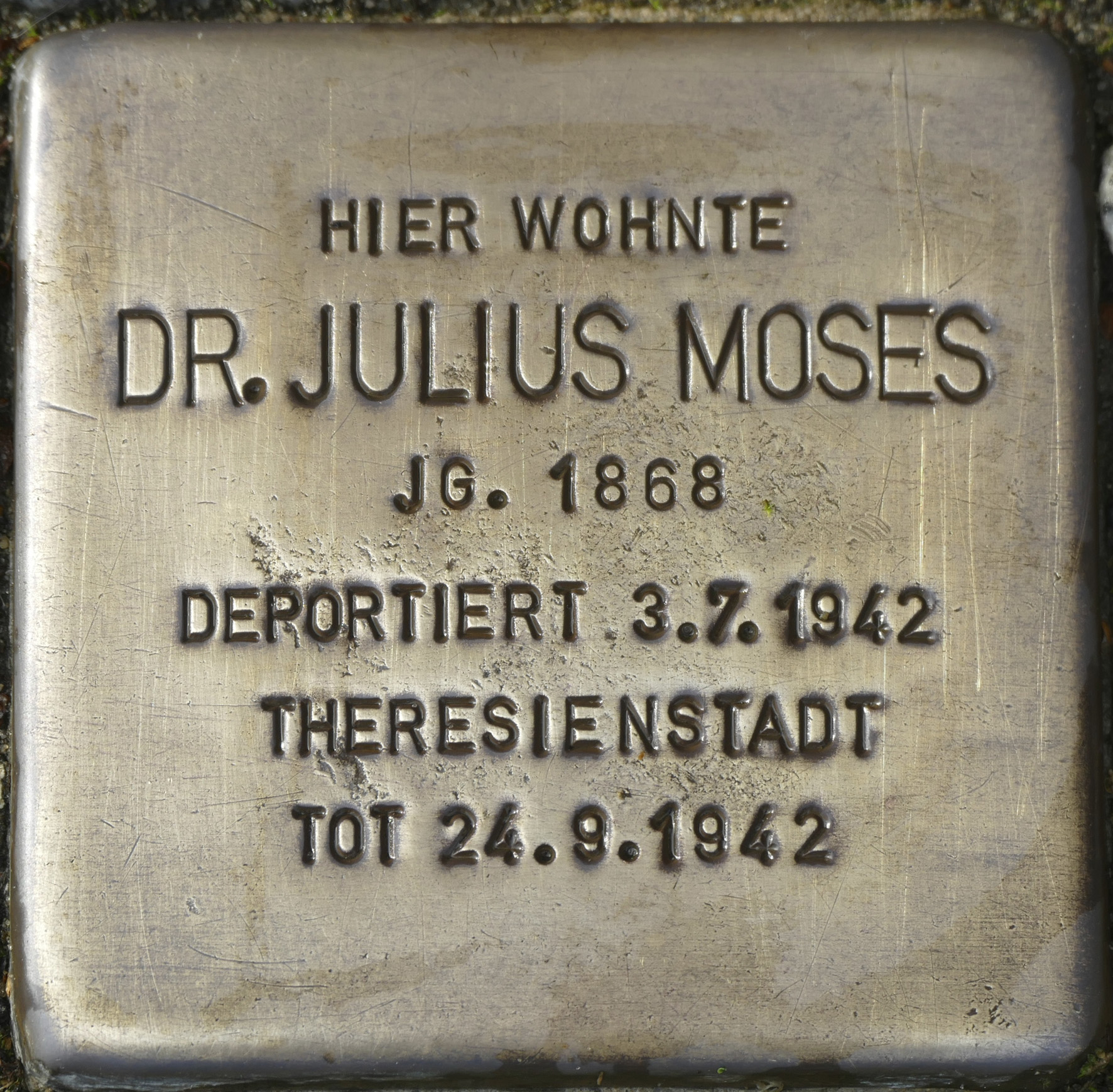
Julius Moses Stolperstein

Seit 1992 erinnert in Berlin in der Nähe des Reichstags eine der 96 Gedenktafeln für von den Nationalsozialisten ermordete Reichstagsabgeordnete an Moses.
Vor seinem ehemaligen Wohnhaus in Berlin-Moabit, Bundesratufer 9, ist ein Stolperstein verlegt.